# Antigo (Wisconsin, Langlade megye, nagyváros)
Antigo nagyváros az USA Wisconsin államában, Langlade megyében, melynek megyeszékhelye. Lakosainak száma 8100 fő (2020. április 1.).

## Népesség
A település népességének változása:

| 2010 | 8 234 |
| 2020 | 8 100 |